# Pedro Alves da Costa Couto
Pedro Alves da Costa Couto (Pernambuco, 25 de junho de 1906 – 9 de janeiro de 1995) foi um médico brasileiro.
Foi eleito membro da Academia Nacional de Medicina em 1982, ocupando a Cadeira 01, que tem Joaquim Cândido Soares de Meireles como patrono.